# Клени (залізнична станція, Саратовська область)
Клени (рос. Клёны) — залізнична станція у Вольському районі Саратовської області Російської Федерації.
Населення становить 60 осіб. Належить до муніципального утворення місто Вольськ.

## Історія
Населений пункт розташований у межах українського історичного та культурного регіону Жовтий Клин.
Від 23 липня 1928 року в складі Вольського округу Нижньо-Волзького краю. Орган місцевого самоврядування від 2004 року — місто Вольськ.